# Copa Africana de Naciones 1972
La Copa Africana de Naciones de 1972 fue la octava edición del torneo de fútbol más importante de naciones de África. Fue organizado en Camerún. Jugaron ocho equipos distribuidos en dos grupos de cuatro equipos en los que clasificaban los dos primeros de cada grupo. La selección del Congo ganó su primer campeonato venciendo a Malí por 3 a 2.

## Equipos participantes
Para el proceso de clasificación, véase Clasificación para la Copa Africana de Naciones de 1972. En cursiva, los equipos debutantes
| Equipos participantes | Equipos participantes | Equipos participantes | Equipos participantes |
| --------------------- | --------------------- | --------------------- | --------------------- |
| Camerún               | Congo                 | Kenia                 | Malí                  |
| Marruecos             | Sudán                 | Togo                  | Zaire                 |

## Sedes
| Yaundé            | Yaoundé Douala Ubicación de las sedes de la Copa Africana de Naciones 1972 | Douala                    |
| Stade Omnisports  | Yaoundé Douala Ubicación de las sedes de la Copa Africana de Naciones 1972 | Stade de la Réunification |
| Capacidad: 38,720 | Yaoundé Douala Ubicación de las sedes de la Copa Africana de Naciones 1972 | Capacidad: 30,000         |
|                   | Yaoundé Douala Ubicación de las sedes de la Copa Africana de Naciones 1972 |                           |

## Resultados

### Primera fase

#### Grupo A
| Equipo  | Pts | PJ | PG | PE | PP | GF | GC | Dif |
| ------- | --- | -- | -- | -- | -- | -- | -- | --- |
| Camerún | 5   | 3  | 2  | 1  | 0  | 5  | 2  | 3   |
| Malí    | 3   | 3  | 0  | 3  | 0  | 5  | 5  | 0   |
| Kenia   | 2   | 3  | 0  | 2  | 1  | 3  | 4  | -1  |
| Togo    | 2   | 3  | 0  | 2  | 1  | 4  | 6  | -2  |

| 23 de febrero de 1972 | Camerún                | 2:1 (2:1) | Kenia    | Stade Omnisports, Yaundé           |                                    |
|                       | N'Doga 7' · Ngondo 20' |           | Niva 44' | Árbitro(s): Abdelkader Ben Jelloun | Árbitro(s): Abdelkader Ben Jelloun |

| 24 de febrero de 1972 | Malí                                            | 3:3 (1:1) | Togo                       | Stade Omnisports, Yaundé         |                                  |
|                       | Bakary Traoré 10' · Keita 46' · Bako Traoré 49' |           | Kaolo 45' (pen.), 60', 81' | Árbitro(s): Andre Bernard Ickias | Árbitro(s): Andre Bernard Ickias |

| 26 de febrero de 1972 | Malí      | 1:1 (1:0) | Kenia         | Stade Omnisports, Yaundé   |                            |
|                       | Keita 45' |           | Nicodemus 60' | Árbitro(s): Pierre Mutombo | Árbitro(s): Pierre Mutombo |

| 26 de febrero de 1972 | Camerún            | 2:0 (0:0) | Togo | Stade Omnisports, Yaundé |                          |
|                       | Maya 64' · Mvé 79' |           |      | Árbitro(s): Babikr Eissa | Árbitro(s): Babikr Eissa |

| 28 de febrero de 1972 | Togo      | 1:1 (0:1) | Kenia     | Stade Omnisports, Yaundé       |                                |
|                       | Kaolo 60' |           | Peter 30' | Árbitro(s): Abdelkader Aouissi | Árbitro(s): Abdelkader Aouissi |

| 28 de febrero de 1972 | Camerún | 1:1 (0:1) | Malí      | Stade Omnisports, Yaundé  |                           |
|                       | Léa 67' |           | Keita 43' | Árbitro(s): Mostafa Kamel | Árbitro(s): Mostafa Kamel |

#### Grupo B
| Equipo    | Pts | PJ | PG | PE | PP | GF | GC | Dif |
| --------- | --- | -- | -- | -- | -- | -- | -- | --- |
| Zaire     | 4   | 3  | 1  | 2  | 0  | 4  | 2  | 2   |
| Congo     | 3   | 3  | 1  | 1  | 1  | 5  | 5  | 0   |
| Marruecos | 3   | 3  | 0  | 3  | 0  | 3  | 3  | 0   |
| Sudán     | 2   | 3  | 0  | 2  | 1  | 4  | 6  | -2  |

| 25 de febrero de 1972 | Congo       | 1:1 (1:1) | Marruecos | Stade de la Reunificación, Douala |                           |
|                       | Moukila 45' |           | Faras 34' | Árbitro(s): Alfred Olimba         | Árbitro(s): Alfred Olimba |

| 25 de febrero de 1972 | Zaire       | 1:1 (0:0) | Sudán      | Stade de la Reunificación, Douala |                              |
|                       | Mayanga 53' |           | Hasabu 55' | Árbitro(s): Sané Mady Diallo      | Árbitro(s): Sané Mady Diallo |

| 27 de febrero de 1972 | Marruecos | 1:1 (1:0) | Sudán       | Stade de la Reunificación, Douala |                           |
|                       | Faras 32' |           | Bushara 49' | Árbitro(s): Michael Wacka         | Árbitro(s): Michael Wacka |

| 27 de febrero de 1972 | Zaire          | 2:0 (1:0) | Congo | Stade de la Reunificación, Douala |                            |
|                       | Ntumba 16' 70' |           |       | Árbitro(s): Théodore Laclé        | Árbitro(s): Théodore Laclé |

| 29 de febrero de 1972 | Marruecos | 1:1 (1:1) | Zaire       | Stade de la Reunificación, Douala |                           |
|                       | Faras 3'  |           | Mayanga 36' | Árbitro(s): Robert Foiret         | Árbitro(s): Robert Foiret |

| 29 de febrero de 1972 | Congo                                       | 4:2 (2:2) | Sudán                   | Stade de la Reunificación, Douala |                            |
|                       | M'Bono 8' 55' · M'Pelé 32' · Banamboula 46' |           | Kamal 37' · Bushara 44' | Árbitro(s): George Lamptey        | Árbitro(s): George Lamptey |

### Segunda fase
|  | Semifinales        | Semifinales        |   |                    | Final              | Final |  |
|  |                    |                    |   |                    |                    |       |  |
|  |                    |                    |   |                    |                    |       |  |
|  | Yaundé, 2 de marzo |                    |   |                    |                    |       |  |
|  | Camerún            | 0                  |   |                    |                    |       |  |
|  | Congo              | 1                  |   |                    |                    |       |  |
|  |                    |                    |   |                    |                    |       |  |
|  |                    |                    |   |                    | Yaundé, 5 de marzo |       |  |
|  |                    |                    |   |                    | Congo              | 3     |  |
|  |                    | Malí               | 2 |                    |                    |       |  |
|  |                    |                    |   |                    |                    |       |  |
|  |                    |                    |   |                    |                    |       |  |
|  |                    |                    |   |                    | Tercer lugar       |       |  |
|  | Douala, 2 de marzo | Douala, 2 de marzo |   | Yaundé, 4 de marzo | Yaundé, 4 de marzo |       |  |
|  | Zaire              | 3                  |   | Camerún            | 5                  |       |  |
|  | Malí (pr.)         | 4                  |   |                    | Zaire              | 2     |  |

#### Semifinales
| 2 de marzo de 1972 | Camerún | 0:1 (0:1) | Congo     | Stade Omnisports, Yaundé  |                           |
|                    |         |           | Minga 31' | Árbitro(s): Mostafa Kamel | Árbitro(s): Mostafa Kamel |

| 2 de marzo de 1972 | Zaire                                 | 3:4 (3:3, 1:1) (t. s.) | Malí                                   | Stade de la Reunificación, Douala |                            |
|                    | Ntumba 6' · Kakoko 61' · Ngassebe 78' |                        | Traoré 17' · Touré 68' · Keita 48' 92' | Árbitro(s): George Lamptey        | Árbitro(s): George Lamptey |

#### Tercer lugar
| 4 de marzo de 1972 | Camerún                                                            | 5:2 (5:2) | Zaire                    | Stade Omnisports, Yaundé   |                            |
|                    | Akono 4' (pen.) · Ndongo 31' · Owona 32' · Mouthé 34' · N'Doga 42' |           | Kakoko 13' · Mayanga 17' | Árbitro(s): George Lamptey | Árbitro(s): George Lamptey |

#### Final
| 4 de marzo de 1972 | Congo                       | 3:2 (0:1) | Malí                       | Stade Omnisports, Yaundé       |                                |
|                    | M'Bono 57' 59' · M'Pelé 63' |           | Diakhité 42' · Traouré 75' | Árbitro(s): Abdelkader Aouissi | Árbitro(s): Abdelkader Aouissi |

|                                |
| Bandera de República del Congo |
| Campeón Congo 1.er título      |

## Clasificación general
| Equipo | Equipo    | Pts | PJ | PG | PE | PP | GF | GC | Dif | Rend  |
| ------ | --------- | --- | -- | -- | -- | -- | -- | -- | --- | ----- |
| 1      | Congo     | 7   | 5  | 3  | 1  | 1  | 9  | 7  | 2   | 70%   |
| 2      | Malí      | 5   | 5  | 1  | 3  | 1  | 11 | 11 | 0   | 50%   |
| 3      | Camerún   | 7   | 5  | 3  | 1  | 1  | 10 | 5  | 5   | 70%   |
| 4      | Zaire     | 4   | 5  | 1  | 2  | 2  | 9  | 11 | -2  | 40%   |
| 5      | Marruecos | 3   | 3  | 0  | 3  | 0  | 3  | 3  | 0   | 50%   |
| 6      | Kenia     | 2   | 3  | 0  | 2  | 1  | 3  | 4  | -1  | 33,3% |
| 7      | Sudán     | 2   | 3  | 0  | 2  | 1  | 4  | 6  | -2  | 33,3% |
| 7      | Togo      | 2   | 3  | 0  | 2  | 1  | 4  | 6  | -2  | 33,3% |

## Goleadores
5 goles
- Fantamady Keita

4 goles
- Jean-Michel M'Bono

3 goles
- Ahmed Faras
- Edmond Apéti Kaolo
- Mayanga Maku
- Jean Kalala N'Tumba

2 goles
- Jean-Baptiste N'Doga
- Paul-Gaston N'Dongo
- François M'Pelé
- Bako Touré
- Kakoko Etepé

1 gol
- Jean Paul Akono
- Simo Emmanuel Mvé
- François N'Doumbe
- Joseph Yegba Maya
- Philippe Michel Mouthé
- Norbert Owona
- Jonas Bahamboula
- Noël Birindi Minga
- Paul Moukila
- Daniel Arudhi Nicodémus
- Jonathan Niva
- Peter "Pelé" Ouma
- Adama Traoré
- Bakary Traoré
- Moussa Diakhité
- Moussa Traoré
- Bushara Abdel-Nadief
- Kamal Abdel Wahab
- Hasabu El-Sagheer
- Ahmed Bushara Wahba
- Covi Adé
- Gary Ngassebe

## Equipo Ideal del Torneo
- Guardameta:  Allal Ben Kassou
- Defensas:  Kaunda El-Ser,  Bwanga Tshimen,  Paul Nlend,  Boujemaa Benkhrif
- Centrocampistas:  Noël Birindi Minga,  Mayanga Maku,  Paul-Gaston N'Dongo,  Jean-Pierre Tokoto
- Delanteros:  Kakoko Etepé,  François M'Pelé